# Rudolf Klein-Rogge
Rudolf Klein-Rogge, gebürtig Friedrich Rudolf Klein (* 24. November 1885 in Köln; † 29. Mai 1955 in Wetzelsdorf bei Jagerberg, Österreich), war ein deutscher Film- und Theaterschauspieler.

## Leben
Rudolf Klein-Rogge wurde als Sohn eines Kriegsgerichtsrates geboren und absolvierte neben seinem Studium der Kunstgeschichte die Schauspielschule von Hans Siebert. 1909 debütierte Klein-Rogge in Halberstadt, in den folgenden acht Jahren trat er an diversen weiteren Bühnen der deutschen Provinz wie Kiel, Dresden, Düsseldorf, Aachen, München und Nürnberg, wo er gelegentlich auch inszenieren durfte, auf. 1917 kam er mit seiner damaligen Frau, der Schriftstellerin und späteren Drehbuchautorin Thea von Harbou, nach Berlin und gehörte den folgenden sechs Jahre dem Ensemble des Lessing-Theaters an.
Nachdem die Beziehung zerbrach, ging Thea von Harbou eine neue Verbindung mit Fritz Lang ein. Sie machte die beiden miteinander bekannt und sorgte dafür, dass Klein-Rogge verschiedene Rollen in Langs Werken erhielt. Unter Langs Regie spielte er einige seiner bekanntesten Rollen, wobei er häufig in Schurkenrollen besetzt wurde: In Langs beiden Dr.-Mabuse-Filmen verkörperte er jeweils den titelgebenden Superverbrecher, in Die Nibelungen war er als Hunnenkönig Etzel zu sehen, und in Metropolis spielte er den verrückten Wissenschaftler Rotwang. Klein-Rogge stand 1944 in der Gottbegnadeten-Liste des Reichsministeriums für Volksaufklärung und Propaganda.
Nach dem Krieg versuchte Klein-Rogge über den Kontakt zu Fritz Lang wieder für Filmrollen engagiert zu werden. Lang fand jedoch keine passende Rolle für ihn. Stattdessen besann sich Klein-Rogge wieder seiner Anfänge an der Bühne und wurde 1949/50 mehrfach vom Grazer Landestheater verpflichtet, sowohl als Schauspieler als auch als Theaterregisseur. Klein-Rogge trat Ende 1949 in dem Tropenstück „Dschungel“ und einen Monat später in Hauptmanns Traumdichtung „Elga“ und inszenierte im selben Jahr 1950 das Lustspiel „Der Mann mit den grauen Schläfen“. Gastspiele führten ihn unter anderem ins nahe gelegene Leoben und nach Mürzzuschlag.
Von einem Schlaganfall, den er eines Nachts erlitt, erholte er sich nicht mehr. Er starb am 29. Mai 1955 in Wetzelsdorf bei Jagerberg auf seinem Landgut, das er 1943 von seinem Bruder überschrieben bekommen hatte und welches in den 80er Jahren abgerissen wurde. Klein-Rogge war viermal verheiratet: mit Gerda Melchior, Margarete Neff (1921–1931), Thea von Harbou und Mary Johnson. Eine Stieftochter aus erster Ehe war Hilde Finkelnburg. Als „Halbjüdin“ im Nationalsozialismus gefährdet, wurde sie von Klein-Rogge und Thea von Harbou mit dem Tarnnamen Ela Elborg und einem gefälschten Ariernachweis versehen. Aus der Ehe mit Mary Johnson entstammten eine Tochter, Karin (* 1933), und ein Sohn, Egil Hartmut († 1943).
Klein-Rogge wurde am Steinfeldfriedhof in Graz, Friedhofgasse 33 begraben, das Grab wurde 1990 aufgelassen.

## Filmografie
- 1919: Spiele eines Milliardärs
- 1919: Das Licht am Fenster
- 1919: Die Launen eines Milliardärs
- 1919: Morphium
- 1919: Flitter Dörtje
- 1919: Nonne und Tänzerin
- 1920: Die geschlossene Kette
- 1920: Das wandernde Bild
- 1920: Die Schreckensnacht im Irrenhaus Ivoy
- 1920: Das Cabinet des Dr. Caligari
- 1920: Wildes Blut, von Robert Wiene
- 1920: Der schwarze Graf, von Otz Tollen
- 1921: Kämpfende Herzen
- 1921: Perlen bedeuten Tränen
- 1921: Die Nacht des Cornelius Brower
- 1921: Am Webstuhl der Zeit
- 1921: Der müde Tod
- 1921: Zirkus des Lebens
- 1922: Dr. Mabuse, der Spieler (2 Teile)
- 1922/24: Die Nibelungen (2 Teile)
- 1923: Der steinerne Reiter
- 1923: Die Prinzessin Suwarin
- 1923: Schatten – Eine nächtliche Halluzination
- 1925: Der Mann seiner Frau
- 1925: Pietro, der Korsar
- 1926: Die lachende Grille
- 1926: Mädchenhandel – Eine internationale Gefahr
- 1926: Der rosa Diamant
- 1927: Metropolis
- 1927: Der Zigeunerbaron
- 1927: Die letzte Nacht
- 1927: Der Herr der Nacht
- 1927: Casanova (Casanova)
- 1927: Tingel-Tangel
- 1927: Die raffinierteste Frau Berlins
- 1927: Das Mädchen aus Frisco
- 1928: Eine Nacht in Yoshiwara
- 1928: Wolga-Wolga
- 1928: La Faute de Monique
- 1928: Die Sandgräfin
- 1928: Spione
- 1928: Mädchenschicksale
- 1928: Die schönste Frau von Paris
- 1929: Tu m'appartiens!
- 1929: Le Requin
- 1929: Le Maison Des Hommes Vivants
- 1929: Meineid
- 1930: Tarakanova
- 1932: Der weiße Gott-Eskimo
- 1933: Das Testament des Dr. Mabuse
- 1933: Der Judas von Tirol
- 1934: Zwischen Himmel und Erde
- 1934: Die Frauen vom Tannhof
- 1934: Der Fall Brenken
- 1934: Elisabeth und der Narr
- 1934: Hanneles Himmelfahrt
- 1934: Die Schmuggler vom Watzmann/Grenzposten IV
- 1934: Die Welt ohne Maske
- 1934: Grenzfeuer
- 1934: Gern hab ich die Frauen geküßt
- 1935: Das Einmaleins der Liebe
- 1935: Der alte und der junge König
- 1935: Der Kosak und die Nachtigall
- 1935: Der Ammenkönig
- 1936: Ein seltsamer Gast
- 1936: Die Stunde der Versuchung
- 1936: Moral
- 1936: Das Hofkonzert
- 1936: Der Kaiser von Kalifornien
- 1936: Die un-erhörte Frau
- 1936: Intermezzo
- 1936: Truxa
- 1937: Die gelbe Flagge
- 1937: Ab Mitternacht
- 1937: Die göttliche Jette
- 1937: Der Katzensteg
- 1937: Madame Bovary
- 1937: Streit um den Knaben Jo
- 1937: Der Herrscher
- 1938: Abenteuer in Marokko
- 1938: Zwei Frauen
- 1939: Parkstraße 13
- 1939: Menschen vom Varieté
- 1939: Kennwort Machin
- 1939: Rheinische Brautfahrt
- 1939: Schneider Wibbel
- 1939: Robert Koch, der Bekämpfer des Todes
- 1940: Die unvollkommene Liebe
- 1940: Kora Terry
- 1940: Das Herz der Königin
- 1942: Hochzeit auf Bärenhof
- 1949: Hexen